# فضيحة التلاعب بنتائج مباريات كرة القدم التركية 2011
فضيحة الفساد الرياضي التركي 2011 كانت تحقيقًا حول التلاعب بنتائج المباريات، ومكافآت التحفيز، والرشوة، وإنشاء منظمة إجرامية، والجريمة المنظمة، والترهيب في دوريي كرة القدم الأوائل في تركيا، الدوري الممتاز ودوري الدرجة الأولى.
في 2 يوليو 2012، أصدرت محكمة تركية مختصة أحكامًا بالسجن على العديد من الأشخاص لمدد متفاوتة. ولكن، في 6 مارس2014، تم إلغاء المحاكم ذات التفويض الخاص في تركيا. في 23 يونيو 2014، قُبل طلب سابق بإعادة المحاكمة، وبدأت عملية إعادة المحاكمة في 15 يناير2015. بعد عملية إعادة المحاكمة، تمت تبرئة الأشخاص الذين وجهت إليهم التهم من جميع التهم في انتظار موافقة المحكمة العليا.
وفي 9 أكتوبر 2015، برأت المحاكم جميع الأشخاص الذين وجهت إليهم التهم في بداية التحقيق، في انتظار موافقة المحكمة العليا. وأعلن نادي فنار باغجه أنه بعد موافقة المحكمة العليا، سيتخذ كل الإجراءات اللازمة للحصول على تعويض عن كل الأضرار التي لحقت بالنادي بسبب هذا التحقيق والأحكام القضائية السابقة. باعتباره أحد الأندية التي تمت تبرئتها من الاتهامات، يطالب فنار باغجه بـ 135 مليون يورو من الاتحاد الأوروبي لكرة القدم والاتحاد التركي لكرة القدم في سياق المطالبة بالتعويضات.
في 6 نوفمبر 2020، أعلنت المحكمة التركية براءة جميع المشتبه بهم، ومن بينهم رئيس نادي فنار باغجه السابق عزيز يلدريم. وانعقدت المحاكمة في المحكمة الجزائية الثقيلة الثالثة عشرة في إسطنبول بعد أن ألغت محكمة الاستئناف حكما آخر بالبراءة أصدرته محكمة أدنى في يناير الماضي لجميع المشتبه بهم بمن فيهم يلدريم. خلال المحاكمة، أُعلن براءة 19 مشتبهًا بهم، بما في ذلك المديرين التنفيذيين السابقين لفنار باغجه، يلدريم، وإكسيوغلو، وسيكيب موستوروغلو، وعلاء الدين يلدريم، ورئيس سيواس سبور، ميجنون أوتياكماز، ومدير إسكيشهرسبور السابق بولنت أويغون، بالإضافة إلى لاعبي كرة القدم السابقين جوكجيك فيدرسون، وإبراهيم أكين، ومحمد يلديز، وكورجان سيليكاي، بسبب عدم كفاية الأدلة.

## التسلسل الزمني للتحقيق
في صيف عام 2011، بدأت الشرطة التركية تحقيقًا في 19 مباراة كرة قدم يشتبه في أنها تم التلاعب بنتائجها، وبحلول 10 يوليو، قُبض على 61 شخصًا، بما في ذلك مدربي أندية ولاعبين مرو بالمنتخب التركي. 26 منهم تم رفض طلبات الإفراج عنهم لاحقًا من قبل المحكمة. وبحلول 12 يوليو، أكد الاتحاد الأوروبي لكرة القدم أنه يراقب الوضع.
وفي نفس الوقت تقريبًا، اعترف لاعب نادي إسطنبول بشاق شهر إبراهيم أكين بالمشاركة في التلاعب بنتائج المباريات، وتحديدًا فيما يتعلق بمباراتين: مباراة نادي إسطنبول بشاق شهر ضد فنار باغجه، ونهائي كأس تركيا ضد بشيكتاش. بعد إلقاء القبض عليه، سحب أكين اعترافه، مدعيًا أنه تعرض للخداع وأن اعترافه تم الإدلاء به تحت الإكراه، ونفى أي تورط في الفساد المزعوم. أعاد رئيس نادي بشيكتاش يلدريم ديميرورين ‏ كأس تركيا في وقت لاحق بعد مزاعم التلاعب بالنتائج التي وجهت إلى ناديه. 
في 15 أغسطس، تم تقديم تقرير لجنة الأخلاقيات التابعة للاتحاد التركي لكرة القدم إلى الجمعية العامة للاتحاد التركي لكرة القدم. كان التقرير الأول للجنة الأخلاقيات في الاتحاد التركي لكرة القدم (340 صفحة) مخفيا تماما عن التدقيق العام وعن الاتحاد الدولي لكرة القدم والاتحاد الأوروبي لكرة القدم. ومع ذلك، تم تسريب الجزء الملخص من التقرير (38 صفحة) إلى الصحافة. وأكد رئيس اللجنة أوغوز أتالاي أن الوثيقة المنشورة في الصحافة هي الوثيقة الفعلية.
حظر الاتحاد التركي لكرة القدم نادي فنار باغجه من المشاركة في دوري أبطال أوروبا لموسم 2011–12.  وأعلن الاتحاد الأوروبي لكرة القدم أن نادي طرابزون سبور (على الرغم من كونه أحد الأندية المشتبه بها) سيحل محله.
أعرب العديد من أعضاء مجتمع كرة القدم الأوروبي عن مخاوفهم بشأن الموقف، حيث قال رئيس الاتحاد الأوروبي لكرة القدم ميشيل بلاتيني إن فضائح التلاعب بنتائج المباريات "شوهت اللعبة بشدة" وأن التطورات "ليست جيدة لكرة القدم التركية". كما قال رئيس الاتحاد الدولي لكرة القدم جوزيف بلاتر "لا يمكننا التدخل في المرحلة الأولى؛ يجب أن نسمح للمنظمات القضائية في الدول المختلفة [بالتحرك]، وعندما يتم التحقيق مع هؤلاء الأشخاص وإدانتهم، فسوف نوقفهم مدى الحياة... ثم لن يعودوا أبدًا إلى كرة القدم". – "سواء كانوا مسؤولين أو لاعبين، فسيتم إيقافهم مدى الحياة".
في 31 يناير 2012، استقال رئيس الاتحاد التركي لكرة القدم محمد علي أيدنلار ‏ ، ونواب رئيس الاتحاد غوكسل غوموسداغ ‏ (رئيس نادي إسطنبول بشاق شهر)، ولوتفو أريبوغان (الذي أصبح بعد ذلك عضوًا في مجلس إدارة نادي غلطة سراي) من جميع المهام.
في 30 أبريل 2012، قام الاتحاد التركي لكرة القدم بتغيير المادة 58 من اللوائح التأديبية فيما يتعلق بمعاقبة التلاعب بنتائج المباريات. ردًا على قرار اتحاد كرة القدم التركي، أعلن نادي طرابزون سبور أنه سيعقد اجتماعًا مع الاتحاد الأوروبي لكرة القدم في أقرب وقت ممكن. رد نادي غلطة سراي على قرار اتحاد كرة القدم التركي وأصدر بيانًا بشأن هذه القضية. كما رد نادي بورصة سبور على القرار. وفي نفس اليوم أضاف الاتحاد التركي لكرة القدم مادة جديدة إلى اللوائح التأديبية تنص على إمكانية تأجيل جميع العقوبات بما في ذلك الهبوط وخصم النقاط، المادة 105.
في 3 مايو 2012، تقدم غلطة سراي بطلب إلى مجلس التحكيم التابع لاتحاد تركيا لكرة القدم لتعليق وإلغاء القرار المتعلق بتعديل المادة 58 والمادة 105 من اللوائح التأديبية لاتحاد تركيا لكرة القدم.
في 4 مايو 2012، تقدم طرابزون سبور وبورصة سبور أيضًا بطلب إلى مجلس التحكيم التابع لاتحاد كرة القدم التركي لتعليق وإلغاء القرار المتعلق بتعديل المادة 58 والمادة 105 من اللوائح التأديبية لاتحاد كرة القدم التركي.
في 5 مايو 2012، رفضت لجنة التحكيم التابعة للاتحاد التركي لكرة القدم الطعون والاعتراضات التي قدمتها الأندية.
في 7 مايو 2012، أصدر الاتحاد التركي لكرة القدم حكمه على الأشخاص المتورطين في القضية. أوقف الاتحاد التركي إبراهيم أكين لاعب نادي إسطنبول بشاق شهر لمدة ثلاث سنوات بسبب مزاعم التلاعب بنتيجة مباراة عندما خسر فريقه أمام فنار باغجه 2–0 في 1 مايو 2011. كما تم إيقاف سردار كولبيلجي من نادي غنتشلربيرليغي لمدة عامين بسبب محاولته المزعومة التلاعب بنتيجة مباراة فاز بها فنار باغجه 4–2.
قيل إن ثمانية أشخاص آخرين، من بينهم مسؤولي فنار باغجه محمد شكيب موستوروغلو، وإلهان يوكسل إكسيوغلو، وجميل تورهان، ويافوز أغيرغول، سيتلقون إجراء تأديبيا يسمى "الحرمان من الحقوق"، وهو ما يعادل منع الشخص من أي أنشطة إدارية أو رياضية، بما في ذلك دخول الملاعب. ومع ذلك، يمكن تأجيل هذا الإجراء التأديبي وفقًا للمادة 105 الجديدة، التي صاغها الاتحاد التركي لكرة القدم مؤخرًا.
في الأول من يونيو 2012، طلب المدعي العام في إسطنبول، أوفوك إرميرتجان، من المحكمة الجنائية العليا السادسة عشرة في إسطنبول إصدار أحكام بالسجن على المشتبه بهم كجزء من التحقيق في فضيحة التلاعب بنتائج المباريات. رفضت المحكمة الجنائية العليا السادسة عشرة في إسطنبول طلب المحامين بالإفراج عن رئيس فنار باغجه عزيز يلدريم وأولجون بيكر وإلهان أكشي أوغلو ويوسف تورانلي. كما قضت المحكمة بالإفراج عن أحمد جلبي، وعلي كيراتلي، وخلدون شينمان، وسامي دينتش، وإبراهيم بولنت إيشجن، الذين كانوا رهن الاحتجاز على ذمة المحاكمة. وكان من المقرر استئناف جلسات المحكمة في 26 يونيو.
في 4 يونيو 2012، خففت لجنة التحكيم التابعة للاتحاد التركي لكرة القدم العقوبات المفروضة على ثلاثة من المشتبه بهم في فضيحة التلاعب بنتائج المباريات بينما أيدت الأحكام الصادرة بحق مشتبه بهم آخرين. قررت لجنة التحكيم تخفيض عقوبة أكين من ثلاث سنوات إلى عامين. تم تخفيض عقوبة كولبيلجي من عامين إلى ثلاث مباريات. حكمت لجنة التحكيم على كاران بالحرمان من حقوقه لمدة عامين، لكن لجنة التحكيم غيرت عقوبته إلى حظر لمدة عامين من المشاركة في المباريات المستقبلية.
في 22 يونيو 2012، اتخذت هيئة الرقابة والانضباط التابعة للاتحاد الأوروبي لكرة القدم قرارًا:
في 2 يوليو 2012، أصدرت المحكمة التركية المختصة حكماً بإدانة عزيز يلدريم وحكمت عليه بالسجن لمدة ست سنوات وثلاثة أشهر بتهمة التلاعب بنتائج المباريات. حكم على نائب رئيس نادي فنار باغجه، شكيب موستوروغلو، بالسجن لمدة عام وعشرة أشهر ثم أيام. وحُكم على مسؤول آخر بالسجن لمدة سنة وشهرين.
في 10 أغسطس 2012، أعلنت المحكمة الجنائية العليا السادسة عشرة في إسطنبول قرارها المعلل بشأن قضية التلاعب بنتائج المباريات.

## الأحداث بعد التحقيق
في 25 يونيو 2013، حظر الاتحاد الأوروبي لكرة القدم نادي فنار باغجه ونادي بشيكتاش من المشاركة في المسابقات الأوروبية بسبب مزاعم التلاعب بنتائج المباريات. تم إيقاف فنار باغجه لمدة موسمين إجمالاً يتأهل خلالهما إما لدوري أبطال أوروبا أو الدوري الأوروبي، مع تأجيل الحظر للموسم الثالث لفترة اختبار مدتها خمس سنوات، بينما سيغيب بشيكتاش عن الدوري الأوروبي الموسم المقبل. سيستأنف كلا الناديين قرار الاتحاد الأوروبي لكرة القدم بمنع الناديين من المشاركة في المسابقات الأوروبية بسبب اتهامات التلاعب بنتائج المباريات.  أوقفت المحكمة المدنية الابتدائية الخامسة مؤقتًا ثلاثة مسؤولين من نادي فنار باغجه، من بينهم رئيس النادي عزيز يلدريم. 
في 18 يوليو 2013، أعلنت محكمة التحكيم الرياضية أن القرار النهائي بشأن فنار باغجه سيصدر قبل 28 أغسطس والقرار النهائي بشأن بشيكتاش في 30 أغسطس. 
في 24 يوليو 2013، طالب مكتب المدعي العام لمحكمة الاستئناف العليا بتأييد الأحكام الصادرة في قضية التلاعب بنتائج المباريات. 
في 28 أغسطس 2013، قررت محكمة التحكيم الرياضية رفض استئناف نادي فنار باغجه ضد إيقافه عن المشاركة في المسابقات الأوروبية. تم حظر نادي فنار باغجه من المشاركة في المسابقات الأوروبية لمدة عامين بعد أن قررت محكمة التحكيم الرياضية (CAS) تأييد عقوبة النادي بسبب تورطه المزعوم في التلاعب بنتائج المباريات في تركيا. 
في 30 أغسطس 2013، قررت محكمة التحكيم الرياضية رفض استئناف نادي بشيكتاش ضد إيقافه عن المشاركة في المسابقات الأوروبية. تم حظر نادي بشيكتاش من المسابقات الأوروبية لمدة عام واحد بعد أن قررت محكمة التحكيم الرياضية (CAS) تأييد عقوبة النادي بسبب تورطه في التلاعب بنتائج المباريات في تركيا. 
في 17 يناير 2014، وافقت المحكمة العليا للجمهورية التركية على قرارات بشأن التلاعب بنتائج المباريات.  
في 6 مارس 2014، تم إلغاء المحاكم المرخصة بشكل خاص في تركيا. 
في 26 مارس 2014، صرح جياني إنفانتينو أن الاتحاد الأوروبي لكرة القدم أصدر حكمه النهائي بشأن فنار باغجه وبشيكتاش، مذكراً بأن كلا الناديين قد عوقبا بالفعل من قبل الاتحاد الأوروبي لكرة القدم، مما يعني أنه لن يتم فرض أي عقوبة أخرى على الناديين. وبعد سؤاله عن تصريحات رئيس نادي طرابزون سبور السابقة بشأن تعاملات الاتحاد الأوروبي لكرة القدم، أضاف: "إبراهيم حاجي عثمان أوغلو هو رئيس نادي طرابزون سبور وليس رئيس الاتحاد الأوروبي لكرة القدم". 
في 21 مايو 2014، أطلق الاتحاد الأوروبي لكرة القدم تحقيقا ضد سيواس سبور وإسكيشهرسبور واستمع إلى القضيتين يومي 2 و3 يونيو. في 6 يونيو 2014، أُعلن أن ناديي إسكيشهير سبور وسيفاس سبور غير مؤهلين للمشاركة في الدوري الأوروبي 2014/15. وأعلن مسؤولو ناديي سيواس سبور وإسكيشهير سبور أنهم سيتقدمون باستئناف إلى محكمة التحكيم الرياضية لتغيير نتيجة هذه القضية.   
في 27 مايو/أيار 2014، استأنف فنار باغجه أمام المحاكم المحلية السويسرية، على أساس أن "الحكم النهائي يتعارض مع النظام العام"، وهو أحد المواقف التي يجب أن تحدث إذا أراد المتهم الاستئناف على الحكم النهائي للاتحاد الأوروبي لكرة القدم ومحكمة التحكيم الرياضية. من خلال هذا النداء يسعى فنار باغجه إلى رفع "الحظر عن المشاركة في المسابقات الأوروبية لمدة عامين". 
في 29 مايو 2014، تم إيقاف موتلو إكيزوغلو، رئيس الشرطة في هذا التحقيق (وكذلك العديد من التحقيقات الأخرى مثل محاكمات أرغينيكون ومؤامرة المطرقة الثقيلة ) عن العمل في انتظار التحقيق. 
في 7 يونيو/حزيران 2014، طالب عبد الله ميرزا جوشكون، المدعي العام المعين حديثاً في فضيحة التلاعب بنتائج المباريات، بإعادة محاكمة عزيز يلدريم من قبل المحكمة الجنائية العليا الثالثة عشرة (المحكمة المعينة حديثاً في فضيحة التلاعب بنتائج المباريات). وفي 23 يونيو/حزيران 2014، قبلت المحاكم هذا الطلب، مما يعني إعادة محاكمة جميع المدانين.    
بعد الشكوى الرسمية التي تقدم بها نادي فنار باغجه، أطلقت لجنة الرقابة والانضباط التابعة للاتحاد الأوروبي لكرة القدم في 27 يونيو 2014 تحقيقا جديدا ضد طرابزون سبور، ومن المقرر أن تتخذ قرارها بشأن القضية في 17 يوليو. وطلب الاتحاد الأوروبي لكرة القدم دفاع طرابزون سبور بشأن هذا التحقيق. وتستند شكوى فنار باغجه الرسمية إلى تصريحات مفصلة وافق عليها كاتب العدل للاعب سيواس سبور آنذاك محمد يلديز حول عرض مكافأة حافز من طرابزون سبور لمباراة سيواس سبور وفنار باغجه.   
في 7 يوليو 2014، رفضت محكمة التحكيم الرياضية استئنافات ناديي إسكيشهير سبور وسيواس سبور، مما يعني أنه لم يُسمح لكلا الناديين بالمشاركة في أي مسابقة أوروبية لمدة عام. 
في 15 يوليو 2014، قدمت طرابزون سبور اعتراضًا رسميًا إلى المحكمة الجنائية العليا الثالثة عشرة في إسطنبول بشأن قبول طلب إعادة المحاكمة. 
في 18 يوليو 2014، عيّن مجلس الرقابة والانضباط التابع للاتحاد الأوروبي لكرة القدم مفتشًا لقضايا كل من الاتحاد التركي لكرة القدم (شكوى رسمية من طرابزون سبور) وطرابزون سبور (شكوى رسمية من فنار باغجه). 
في 24 يوليو/تموز 2014، وفيما يتعلق بطلب سابق تقدم به نادي فنار باغجه لرفع حظر المشاركة في بطولات كأس أوروبا لمدة عامين، منحت المحاكم المحلية السويسرية فنار باغجه مهلة حتى 5 أغسطس/آب للرد على دفاعات كل من محكمة التحكيم الرياضية والاتحاد الأوروبي لكرة القدم. رفضت المحاكم السويسرية المحلية أيضًا طلب فنار باغجه بتعليق تنفيذ الحظر من المشاركة في البطولات الأوروبية على أساس أن الاتحاد الأوروبي لكرة القدم قد ضمن دفع أي تعويضات إذا لزم الأمر. 
في 30 أغسطس 2014، أعلن نادي طرابزون سبور مرة أخرى أنه أرسل خطابات إلى كل من الاتحاد الأوروبي لكرة القدم والاتحاد الدولي لكرة القدم (فيفا) بشأن مخاوفه من عدم التعامل مع فضيحة الفساد بشكل صحيح. 
في 3 سبتمبر 2014، تم رفض الاعتراض الرسمي السابق الذي تقدم به نادي طرابزون سبور أمام المحكمة الجنائية العليا الثالثة عشرة في إسطنبول، مما يعني أن عملية إعادة المحاكمة سوف تبدأ. 
في 24 أكتوبر 2014، رفضت المحاكم السويسرية المحلية طلب فنار باغجه للحصول على تعويض من الاتحاد الأوروبي لكرة القدم ومحكمة التحكيم الرياضية. صرح نادي فنار باغجه أن "هذا القرار جاء بناء على نتائج المحاكمات السابقة، وبعد إعادة المحاكمة سنستخدم كل الخيارات للحصول على تعويضاتنا". 
في 21 نوفمبر 2014، طلب نادي طرابزون سبور التنحي من المحكمة الجنائية العليا الثالثة عشرة في إسطنبول، مشيرًا إلى أن المحكمة فقدت حيادها. تم رفض هذا الطلب في 19 ديسمبر 2014.  
في 15 ديسمبر 2014، رفض الاتحاد الأوروبي لكرة القدم الشكوى الرسمية التي تقدم بها نادي طرابزون سبور ضد الاتحاد التركي لكرة القدم، والشكوى الرسمية التي تقدم بها نادي فنار باغجه ضد طرابزون سبور.  وأعلن نادي طرابزون سبور أنه سيواصل متابعة هذه المسألة من خلال التقدم بطلب إلى الاتحاد الدولي لكرة القدم ومحكمة التحكيم الرياضية. 

## إعادة المحاكمة
وأُجريت المحاكمة الأولى لعملية إعادة المحاكمة في 24 أبريل/نيسان 2015. خلال هذه المحاكمة، حث محامو فنار باغجه المحكمة على عدم الحكم وفقا للأدلة التي قدمها رئيس شرطة تم طرده الآن من وظيفته. تم تأجيل المحاكمة إلى 8 يوليو 2015.  
وفي 9 أكتوبر/تشرين الأول 2015، برأت المحاكم جميع الأشخاص الذين وجهت إليهم التهم في بداية التحقيق، في انتظار موافقة المحكمة العليا. وأعلن نادي فنار باغجه أنه بعد موافقة المحكمة العليا، سيتخذ كل الإجراءات اللازمة للحصول على تعويض عن كل الأضرار التي لحقت بالنادي بسبب هذا التحقيق والأحكام القضائية السابقة.  